# Detroit
Detroit är den största staden i den amerikanska delstaten Michigan. Staden har en omfattande verkstadsindustri och är centrum för den amerikanska bilindustrin. (Staden kallas därför även för Motortown (motorstaden) eller kort och gott Motown, som också är namnet på ett skivbolag med huvudsakligen svart musik). Genom läget vid Stora sjöarna (mellan Huronsjön och Eriesjön) har staden även utvecklats till en av USA:s största inlandshamnar och den har förbindelse med Atlanten via Saint Lawrenceleden.
Detroit har en yta av 370,2 kvadratkilometer och har omkring 680 000 invånare (2013). Inom storstadsregionen bor omkring 3,7 miljoner invånare.
Detroit är beläget vid Detroit Rivers utflöde i Saint Clairsjön. Staden fick namnet Détroit, som betyder "sund", av franska kolonisatörer. På andra sidan Detroit River ligger Kanada, med staden Windsor.
Efter flera år av ekonomiska problem och efter återkommande försök att rädda stadens ekonomi av bland andra Michigans guvernör Rick Snyder begärde Snyder den 18 juli 2013 staden Detroit i konkurs. Det är den största konkursen i USA:s historia och den största självstyrande staden någonsin att gå i konkurs. Skuldberget uppgår till cirka 18,5 miljarder dollar, motsvarande cirka 120 miljarder kronor. Främsta orsaken är att Detroits befolkning sjunkit till en tredjedel på 50 år, i sin tur beroende på brist av arbetstillfällen och därmed förlorade skatteintäkter.[källa behövs]

## Historia

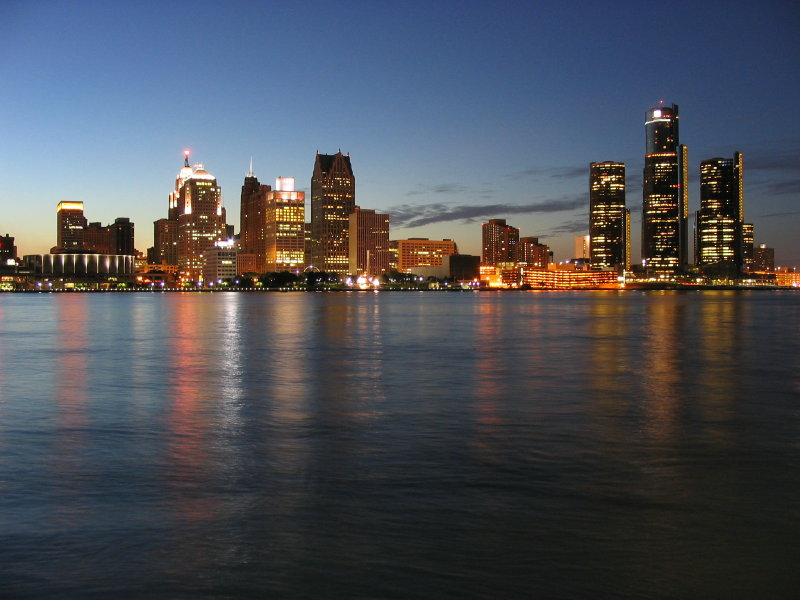
Detroits skyline.

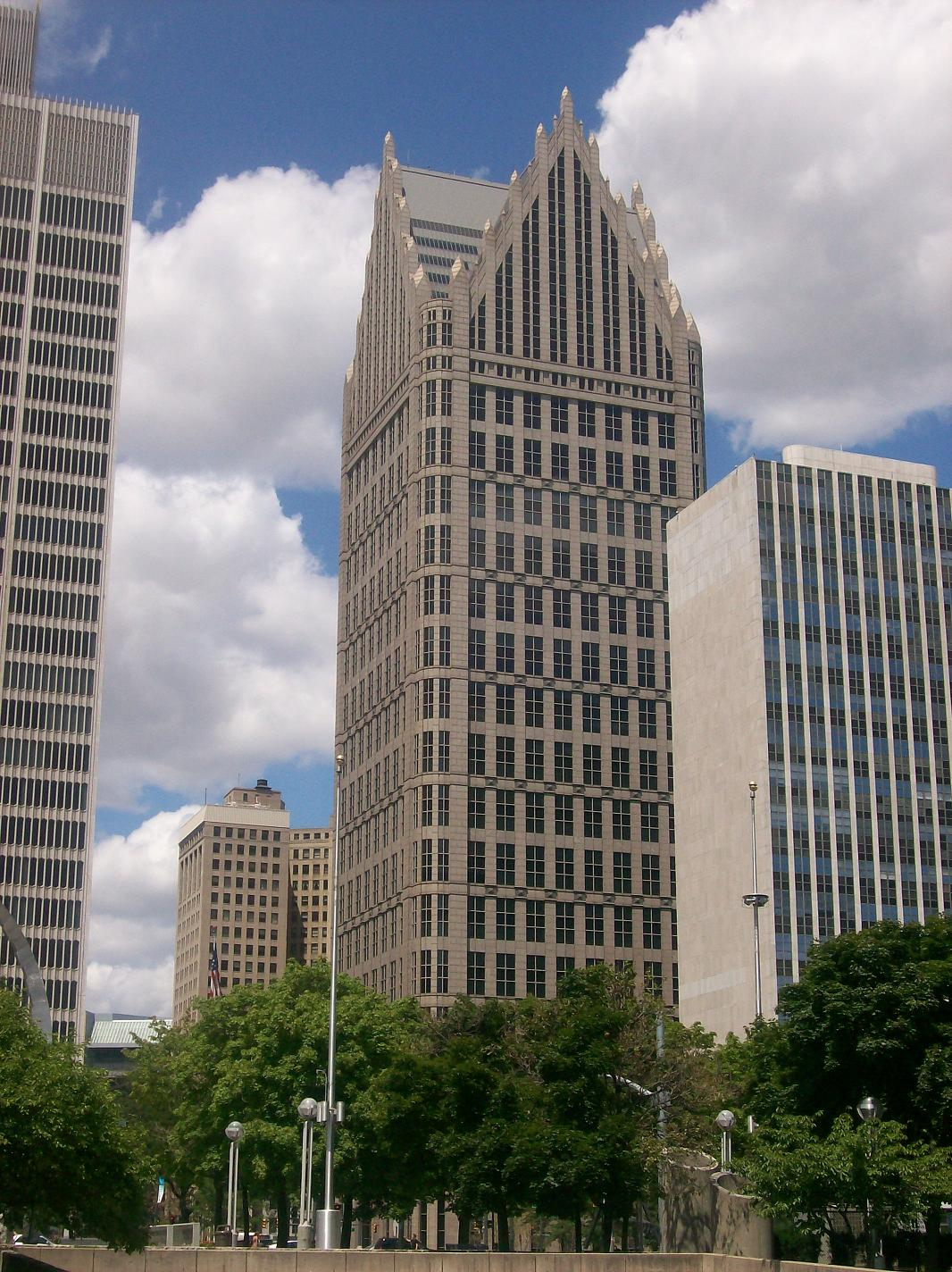
Comerica Tower från Fort Street.

År 1701 grundade Antoine Laumet de la Mothe Sieur de Cadillac och löjtnanten Alphonse de Tonty utposten Fort Pontchartrain på platsen där dagens Detroit ligger. Den första byggnaden som byggdes i Detroit var Ste. Anne de Detroit Catholic Church byggd år 1701. Staden började efter ett tag växa, och fick sin första borgmästare, Solomon Sibley år 1806. År 1805 härjade en stadsbrand. Tio år senare blev staden officiellt en stad. Från 1837 till 1847 var Detroit huvudstad i Michigan.
Ett flertal upplopp har drabbat Detroit där det första ägde rum 1833. 1863 ägde ett stort upplopp rum. Under 1940-talet skedde en ny stor inflyttning av olika grupper från USA:s söder vilket ledde till  konflikter som kulminerade i ett upplopp 1943.

### Detroit och bilindustrin
Under 1900-talet började bilindustrin på allvar växa fram och Detroit fick statusen som världens bilhuvudstad. Bilindustrins boom ledde till att Detroit 1920 avancerat till USA:s fjärde största stad efter New York, Chicago och Philadelphia. 1950 hade Detroit 1,85 miljoner invånare och var USA:s femte största stad.
Detroit följde under 1950-talet gängse utveckling bland amerikanska städer och byggde kraftigt ut motorvägssystemen i och runt staden vilket följdes av utflyttning från centrum till förorterna. 1956 lades stadens sista spårvagn ned och ersattes av bussar. Utflyttningen av personer och bolag skulle bli förödande för stadens skatteinkomster. 1967 ägde ett stort upplopp rum i Detroit som ledde till att Michigans guvernör skickade in nationalgardet och USA:s president Lyndon B. Johnson skickade in armén. Upploppet ledde till 43 döda, 467 skadade och över 7200 arresteringar.
Under 1970-talet fanns planer på att skapa ett pendeltågssystem i Detroitregionen, men konflikter mellan Detroits stad och de omkringliggande förorterna skapade problem, det federala stödet förlorades och planen realiserades inte. Istället byggdes högbanan Detroit People Mover som öppnade för trafik 1987. Detroits innerstad fortsatte att förlora affärer och företag till förorterna. Många kontorsbyggnader förblev oanvända. Ett försök att revitalisera innerstaden blev projektet Detroit Renaissance på Fords initiativ då Renaissance Center byggdes 1973–1977.

### Övergivna byggnader och avfolkning
Detroit kom under 1950-talet att drabbas av utflyttning när invånare valde att flytta ut till omkringliggande förorter (engelska urban sprawl). Detroit har haft en extrem utflyttning de senaste 20–30 åren. Detroit hade i många årtionden USA:s största bilproduktion (Chrysler, General Motors och Ford och tidigare American Motors Corporation), vilket genererade en mängd arbetstillfällen. År 1974 blev Coleman Young Detroits första svarta borgmästare, och han blev också den som satt längst, fram till 1993.
Under 1970-talet drabbades den amerikanska fordonsindustrin av en svår kris på grund av stigande utländsk konkurrens, inte minst från japanska tillverkare. Detta ledde till nedläggningar och omstruktureringar inom fordonsindustrin. Det orsakade en kraftig avfolkning av staden och massnedläggningar av industrier.
Idag består stadens centrum av flera övergivna byggnader och kriminaliteten är hög. Ungefär 33 procent, eller en tredjedel, av Detroits invånare lever under de av Förenta Nationerna angivna gränserna för fattigdom. En stor utmaning för staden är den höga arbetslösheten och att skatteintäkterna minskar samtidigt som skatterna höjts till att närma sig det lagstadgade maxtaket. Bland USA:s 50 största städer är Detroit den med högst arbetslöshet: andelen arbetslösa är 23,1 % (korrekt siffra 2018: 5,0%).

### Rivningar
Staden har sedan 1970-talet utmärkts av urbant förfall men har vidtagit åtgärder för att förbättra situationen i innerstaden. Floden Detroit River har renats och en strandpromenad har skapats. Detroit hade år 2013 78 000 övergivna byggnader och 66 000 ödetomter. Över 9000 obebodda och öde byggnader har rivits i USA:s största rivningsprojekt de senaste åren, vilket inneburit att en dryg femtedel av stadens bostadsområden omvandlats till i det närmaste stadsprärie. Projektet finansieras av federala pengar och innebär att en fjärdedel av staden ska jämnas med marken. Målet är att anpassa staden till nuvarande befolkning och därmed också kunna stå för basala samhällstjänster (polis, räddningstjänst, sophämtning, snöröjning, gatubelysning), vilket staden inte lyckats göra tillräckligt under senare år.

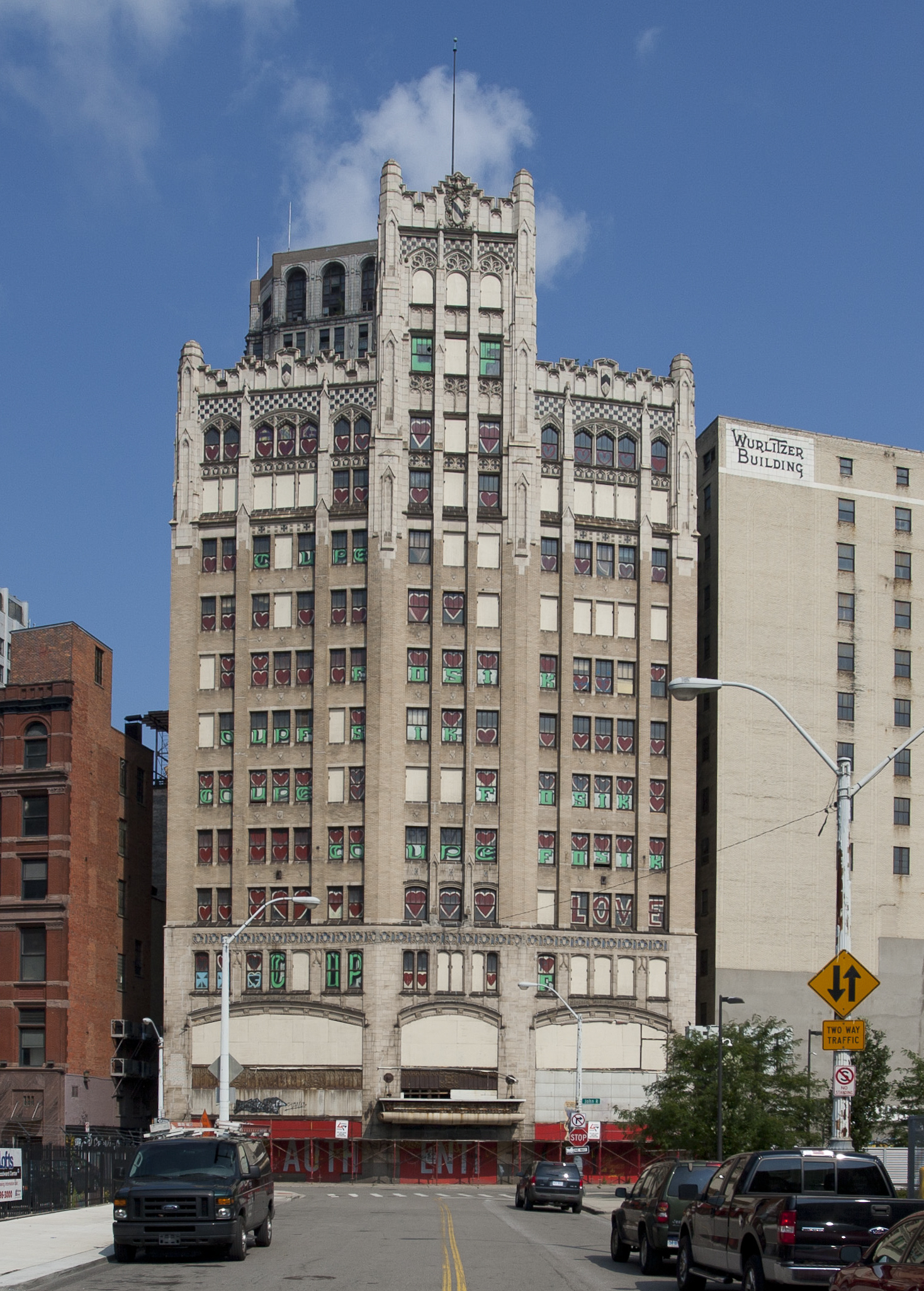
Övergiven skyskrapa i centrala Detroit. Byggnaden  återinvigdes i december 2018 som Hotel Element.
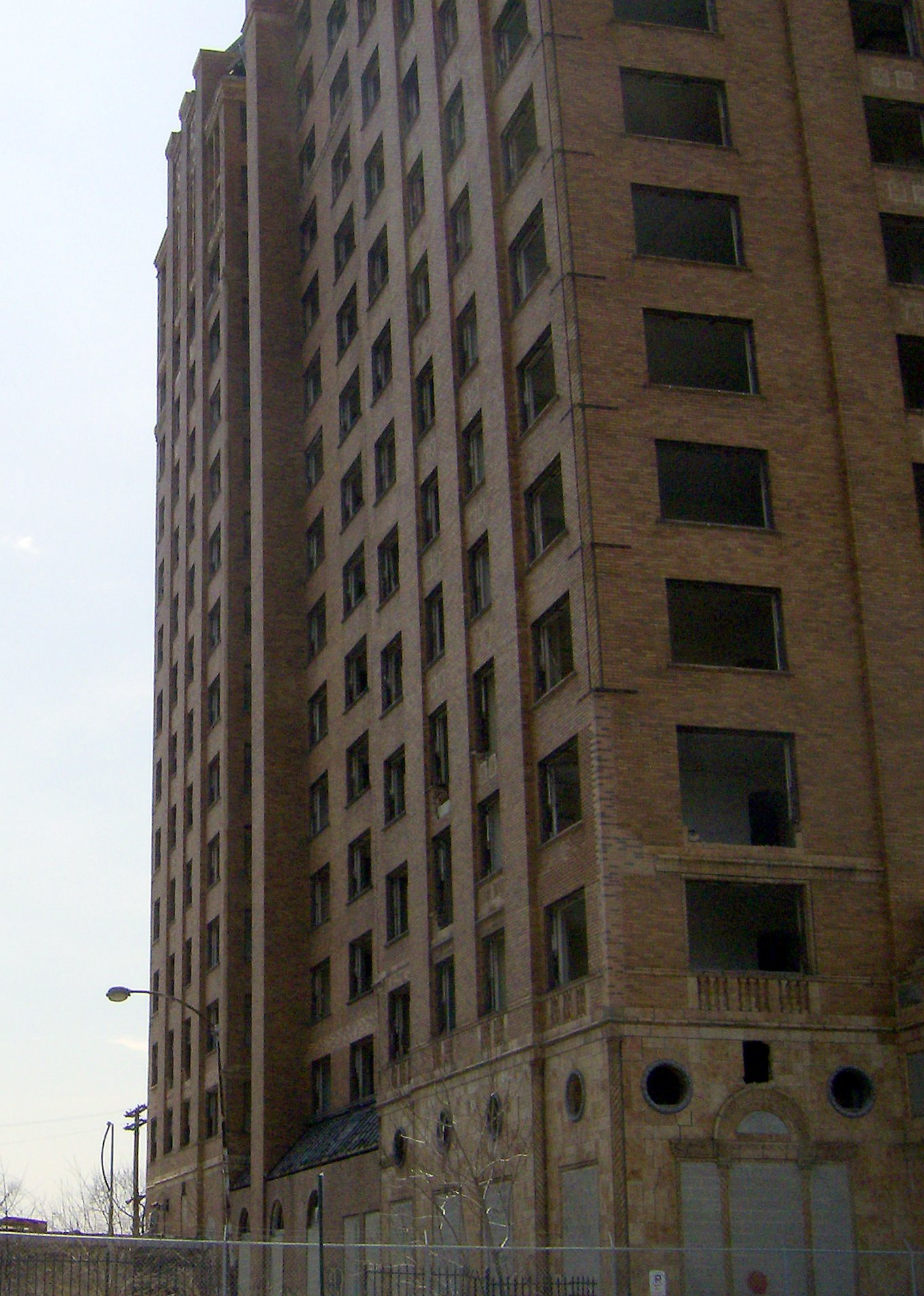
Skyskrapa utan fönster.
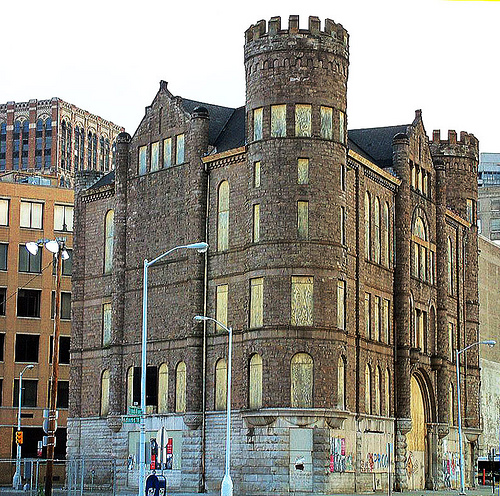
Igenbommat hus (denna byggnad är nu renoverad).
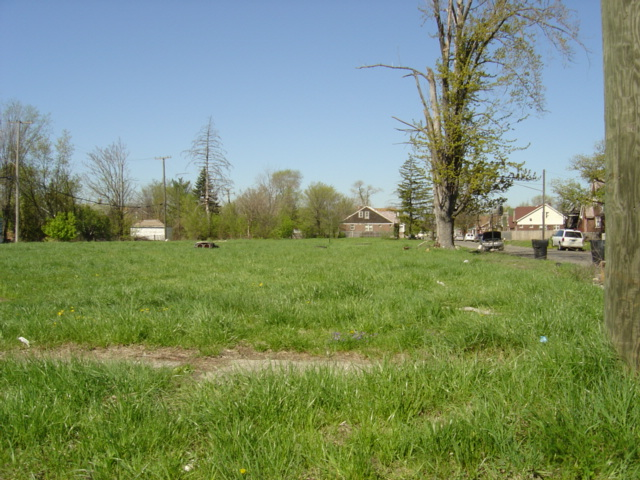
Stora delar av staden har förvandlats till stadsprärie.

### Renovering

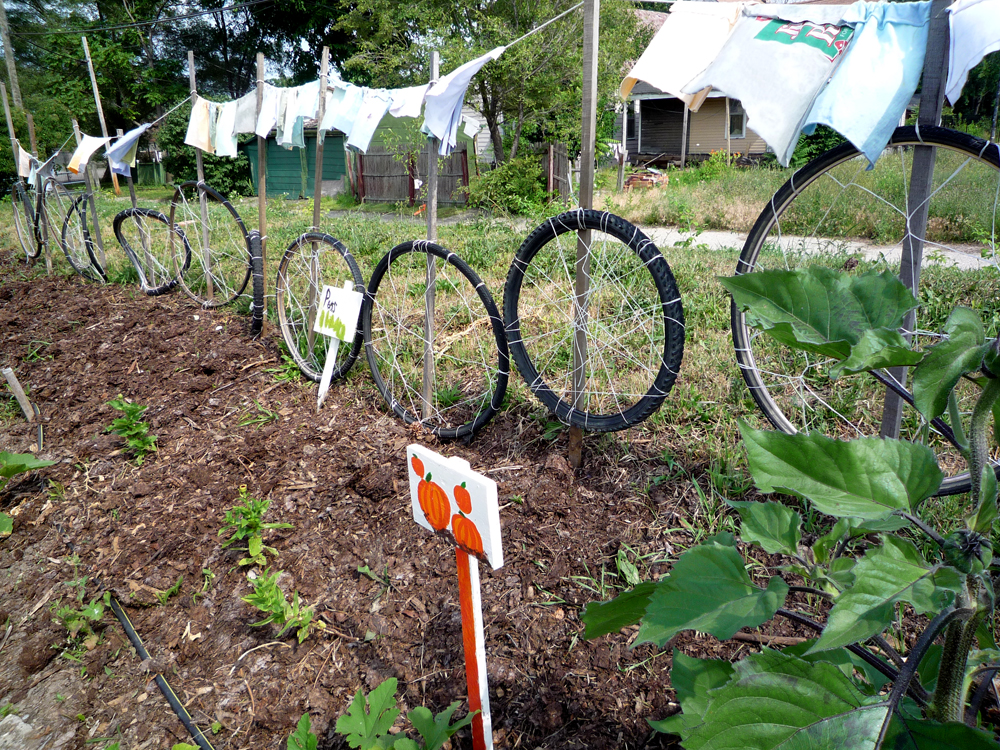
2009 EarthWorks ”community garden” i Detroit.

2010 startade flera initiativ för att renovera Detroit, bland annat Motor City Blight Busters, som river byggnader och förnyar stadskvarter. I innerstaden var 90 procent av befolkningen färgad och 46 procent analfabeter. Många ödetomter ockuperades av arbetslösa människor som inte hade råd att köpa mat. De stora livsmedelskedjorna hade lagts ner eftersom det inte var lönsamt att driva bilanpassade stormarknader för kunder som saknade bil. På ödetomterna odlades nyttoväxter för att livnära sig. 2010 fanns det 800 ”community gardens”. i Detroit. De största var Earthworks Farm, North Cass Community Garden och Woodbridge Community Garden.

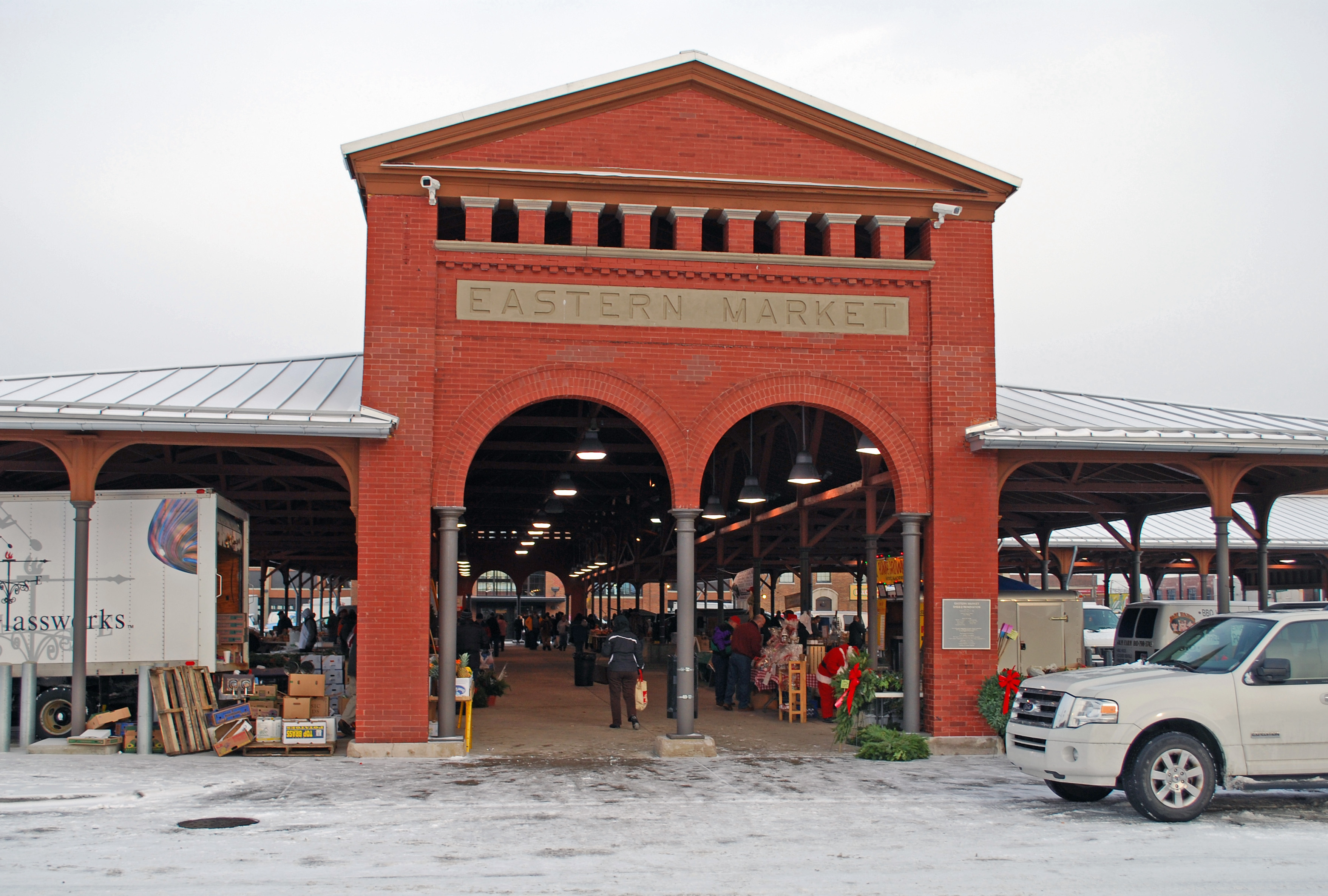
Eastern Market, sektion 2

Odlingarna gav inte bara mat och gemenskap. Arbetslösa fick meningsfull sysselsättning och detta ledde till minskad kriminalitet, vilket varit ett gissel i Detroit. Eastern Market, två kilometer utanför stadskärnan blev en katalysator för omställning av staden. Varje lördag är det bondens marknad. Gallerier öppnar i området och hösten 2015 utförde 45 konstnärer Muralmålningar i Marknaden. Våren 2018 anordnades en veganfestival i Eastern Markets sektion 5. Grown in Detroit har blivit ett begrepp för grönsaker. Ingen annan storstad i världen har lika många stadsodlingar som Detroit.

## Politik och lagstiftning

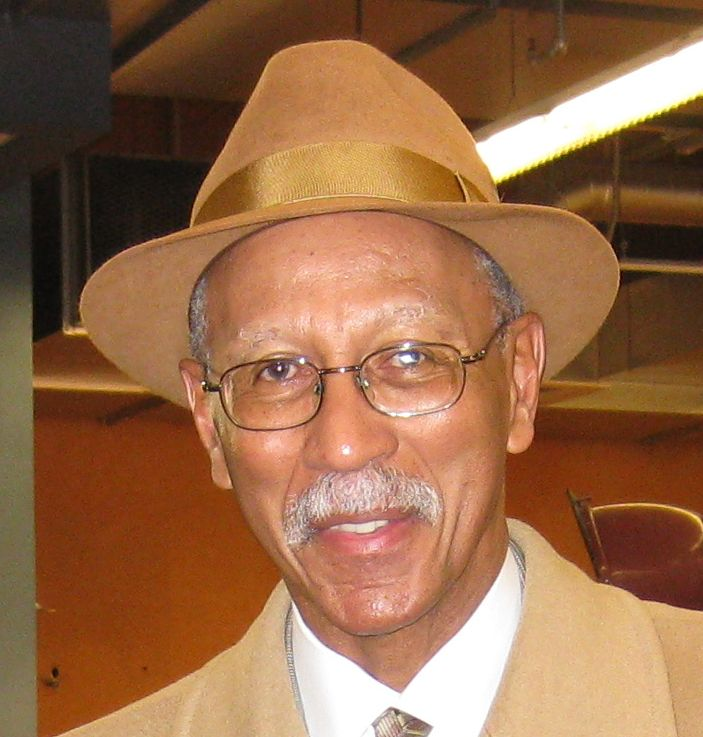
Dave Bing var Detroits borgmästare 2009–2013

Staden styrs av en borgmästare, ett råd om nio personer samt en tjänsteman som väljs i en huvudsakligen icke-politisk omröstning. Tjänstemannens uppgift är att övervaka valen.

## Ekonomi och transporter

### Näringsliv

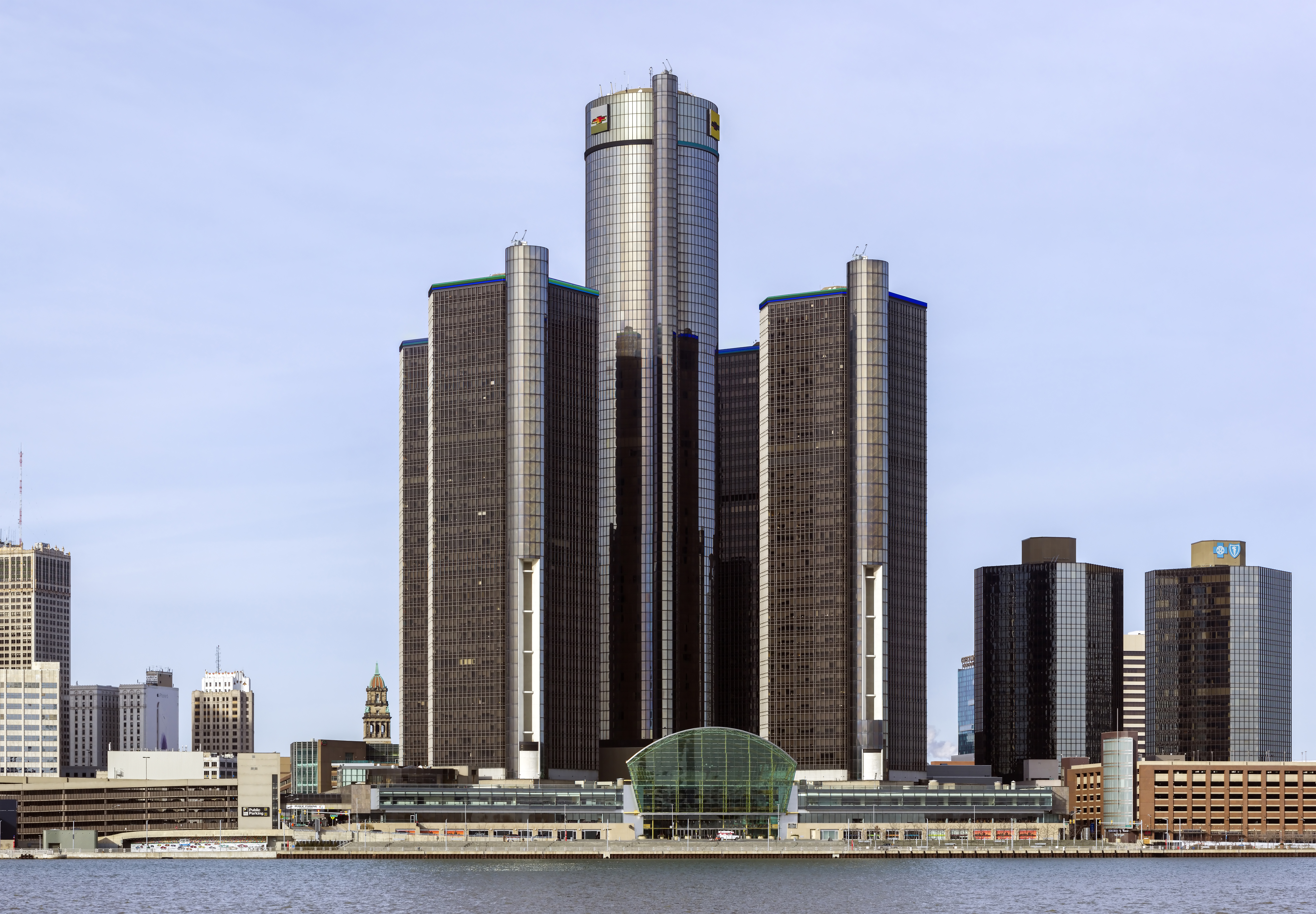
GM Renaissance Center.

Detroit är känd för sin verkstadsindustri och då framförallt biltillverkning. Henry Ford startade bilmärket Ford här år 1903. De två andra amerikanska fordonsjättarna, General Motors och Chrysler, håller också till i Detroit och tidigare fanns även fordonskoncernen American Motors Corporation. Detta gjorde att Detroit fick status som USA:s viktigaste bilstad.
Andra stora företag med huvudkontor i Detroit är Fortune 500-företagen American Axle & Manufacturing och DTE Energy. Compuware håller också till i staden. Kasinoverksamhet är också viktig för staden, då staden är USA:s största som har kasinohotell.

### Kommunikationer
Detroit är en viktig knutpunkt för USA:s vägsystem. Nord-sydgående Interstate 75 korsar öst-västgående Interstate 94 i Detroit. Huvudflygplats för Detroit är Detroit Metropolitan Wayne County Airport.

## Kultur

### Musikstaden Detroit
Detroit har en säregen musik inom fyra genrer: rock (kallas "Rock City"), hiphop, techno och soul.
Detroitrocken började att göra sig gällande i mitten av 1960-talet då det dök upp garagerockgrupper som Question Mark & the Mysterians i staden. Därefter började grupper som Mitch Ryder and the Detroit Wheels, MC5 och The Stooges att producera sin egen säregna form av garagerock. Denna blev viktig för utvecklingen av punken på 1970-talet. Under 1970-talet bidrog Detroit med två av glamrockens största aktörer: Alice Cooper och Iggy Pop. Därefter låg Detroitrocken i dvala ett tag, innan The White Stripes och The Von Bondies ledde staden in i en ny våg av garagerock under 2000-talet.
Detroits hiphopscen företräds av bland andra Eminem. Filmen 8 Mile, med Eminem i huvudrollen, beskriver Detroits olika miljöer. Det legendariska soulskivbolaget Motown var också från Detroit. Två av deras toppartister, Marvin Gaye och Diana Ross, var äkta stadsbarn. Namnet kommer från Detroits roll som Motor town. Andra kända Detroitartister är Bill Haley, Aaliyah och John Lee Hooker. Den moderna dansmusiken techno skapades i Detroit under 1980-talet av Derrick May, Juan Atkins och Kevin Saunderson. Rockbandet Kiss har gjort en låt som heter "Detroit Rock City".

### Sport
- Detroit Red Wings, NHL – ishockey
- Detroit Tigers, MLB – baseboll
- Detroit Lions, NFL – amerikansk fotboll
- Detroit Shock, WNBA – basketboll, kvinnor
- Detroit Pistons, NBA – basketboll

### Personligheter
- Rosa Parks – medborgarrättskämpe
- Rob Tyner – rockmusiker – MC5
- Fred "Sonic" Smith – rockmusiker, MC5, Sonics Rendezvous Band
- Wayne Kramer – rockmusiker, MC5
- Aaliyah – sångerska, R&B, hiphop, pop
- Avery Brundage – president i IOK 1952–72
- Ralph J. Bunche – diplomat, nobelpristagare, fred
- Ben Carson – neurokirurg, politiker
- Rex Cawley - friidrottare
- Alice Cooper – rockmusiker, heavy metal
- Francis Ford Coppola – filmregissör
- Dodge Brothers (John and Horace) – biltillverkare
- Lamont Dozier – låtskrivare, soul
- Edsel Ford – biltillverkare
- Henry Ford – biltillverkare
- Henry Ford II – biltillverkare
- Marvin Gaye, sångare, soul och R&B
- Mike Grier – Ishockeyspelare,
- Bill Haley – rockmusiker
- Jimmy Hoffa – fackföreningsledare
- Brian Holland – låtskrivare, soul
- Eddie Holland – låtskrivare, soul
- Gordie Howe – ishockeylegend
- Milt Jackson – jazzmusiker, vibrafon
- Charles Lindbergh – flygpionjär
- Joe Louis – professionell boxare, världsmästare 1937–49
- J Dilla – hiphopproducent och rappare
- Moodymann – house/techno-musiker
- Harry Morgan – TV-skådespelare, överste "Sherman Potter" i M*A*S*H
- Iggy Pop, frontman och sångare i The Stooges, samt soloartist
- Suzi Quatro – sångerska, basist, glamrock och poprock
- Martha Reeves – sångerska, soul och R&B
- Smokey Robinson – sångare, soul
- Sugar Ray Robinson – professionell boxare, världsmästare
- Sixto Diaz Rodriguez – folkmusiker
- Diana Ross – sångerska, soul, R&B och pop
- George C. Scott – skådespelare, regissör och producent
- Tom Selleck – TV-skådespelare, Magnum
- Robert Wagner – skådespelare
- Dinah Washington – sångerska, blues, jazz och gospel
- Quincy Watts - friidrottare
- Stevie Wonder – sångare, kompositör
- Garry Tallent – basist i Bruce Springsteen & The E Street Band
- Eminem – hiphop-artist, producent med mera
- Xzibit – hiphop-artist
- D12 – Eminem's hiphopgrupp
- Obie Trice – hiphopartist
- Big Sean – hiphopartist
- Jack White– sångare i White Stripes
- Meg White – trummis i White Stripes
- Mark Tremonti - gitarrist i banden Alter Bridge och Creed